# Kitô hữu

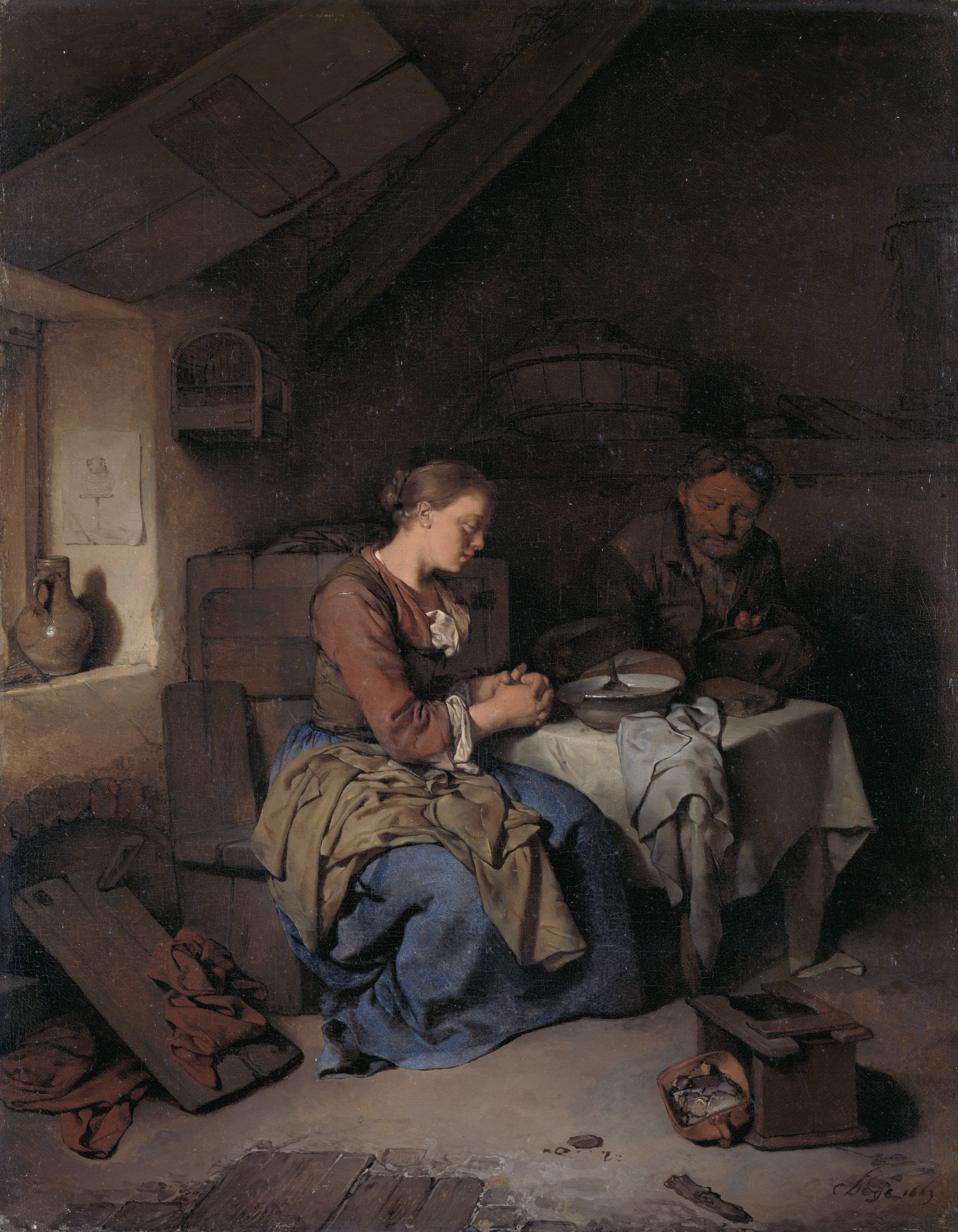
Tranh vẽ mô tả người nông dân Kitô hữu đọc kinh cầu nguyện

Kitô hữu hay Cơ Đốc nhân (tiếng Anh: Christian), cũng gọi là tín hữu, là người theo niềm tin giáo lý của Kitô giáo, một tôn giáo thuộc các tôn giáo khởi nguồn từ Abraham, với đức tin rằng Chúa Giê-su Ki-tô là Con Thiên Chúa, ngài sống cuộc đời trọn vẹn, không hề phạm tội và đầy dẫy tình yêu thương. Ngài chịu đóng đinh trên thập tự giá, đến ngày thứ ba ngài sống lại từ kẻ chết, sau đó ngài về nước trời.
Do đó, Cơ Đốc Nhân nên được hiểu là người tiếp nhận Chúa Giê-su là Cứu Chúa của cuộc đời mình. Vì giá chuộc tội của chính bản thân người ấy đã được trả bằng cái chết, bằng huyết vô tội của Chúa Giê-su.
Thuật ngữ "Kitô hữu" bắt nguồn từ tiếng Hy Lạp Koine Christós (Χριστός), một bản dịch thuật ngữ của tiếng Hebrew trong Kinh thánh sử dụng từ mashiach (Kinh thánh Hebrew: מָשִׁיחַ).
Tín hữu Cơ Đốc tin rằng Chúa Giê-su là con đường duy nhất dẫn đến sự cứu rỗi. Trong thư gởi tín hữu thành Ê-phê-sô, Sứ đồ Phao-lô viết, " Quả vậy, chính do ân sủng và nhờ lòng tin mà anh em được cứu độ: đây không phải bởi sức anh em, mà là một ân huệ của Thiên Chúa; cũng không phải bởi việc anh em làm, để không ai có thể hãnh diện (Ê-phê-sô 2:8-9). Như vậy, việc lành được xem là kết quả tất yếu của nếp sống mới được soi dẫn bởi Lời Thiên Chúa.
Tín hữu Cơ Đốc xem đức tin của mình là thuộc độc thần giáo, xác tín rằng chỉ có một Thiên Chúa duy nhất, ngoài Ngài không có thần linh nào khác. Theo đức tin Cơ Đốc, Thiên Chúa có Ba Ngôi: Chúa Cha (Nguồn của vũ trụ, Đấng Tể trị Vĩnh cửu); Chúa Con (Ngôi Lời, nhập thể thành người là Giê-su Nazareth); và Chúa Thánh Linh (Đấng thánh hóa, biện hộ).
Theo ước tính của một khảo sát năm 2011 của tổ chức điều tra dân số nhân khẩu học Pew Research Center, ngày nay có khoảng 2,2 tỉ tín hữu Cơ Đốc trên khắp thế giới vào năm 2010 phát triển từ 600 triệu tín đồ Cơ Đốc từ năm 1910, chiếm 33% dân số toàn cầu thế giới. Vào năm 2050, dân số Kitô hữu dự kiến sẽ vượt hơn 3 tỷ người. Theo một cuộc khảo sát của Trung tâm nghiên cứu Pew Research Center năm 2012, Kitô giáo sẽ vẫn là tôn giáo đông đúc lớn nhất thế giới vào năm 2050, nếu xu hướng này vẫn hiện tại tiếp tục phát triển.
Mặc dù có những diễn giải đa dạng về Kitô giáo mà đôi khi xung đột với nhau, họ thống nhất với niềm tin rằng Chúa Giê-su có một ý nghĩa đặc biệt. Thuật ngữ "Kitô" cũng được sử dụng như một tính từ để mô tả bất cứ điều gì liên quan đến Cơ đốc giáo, hoặc trong một ý nghĩa tục ngữ "tất cả những gì cao quý và tốt lành, và giống như Đấng Kitô. Đại thể, cộng đồng Cơ Đốc giáo chia thành ba nhánh chính: Giáo hội Công giáo Rôma, Chính Thống giáo, và Kháng Cách.
Ngày nay, khoảng 37% trong số tất cả các Kitô hữu sống ở châu Mỹ, khoảng 26% tín đồ Kitô giáo sống ở châu Âu, 24% giáo dân sống ở vùng cận Sahara Châu Phi, khoảng 13% tín hữu sống ở Châu Á và Thái Bình Dương, và 1% người Kitô sống ở Trung Đông và Bắc Phi. Khoảng một nửa số người Kitô hữu trên thế giới là giáo dân Công giáo, trong khi hơn một phần ba là tín đồ Tin lành (37%), Sự hiệp thông Chính thống giáo bao gồm 12% tổng dân số Kitô hữu trên thế giới. Các nhóm Kitô hữu khác chiếm phần còn lại. Giáo dân Kitô hữu chiếm đa số trong 158 quốc gia và các vùng lãnh thổ. 280 triệu Kitô hữu sống trong tình trạng là người thiểu số.
Kitô hữu đã ảnh hưởng đáng kể và đóng góp rất nhiều vào sự phát triển tiến bộ của nhân loại trong nhiều lĩnh vực khác nhau bao gồm từ thiện, triết học, luân lý, văn học, kinh doanh tài chính thương mại kinh tế, kiến trúc và hội họa, âm nhạc, sân khấu kịch nghệ và y học, công nghệ khoa học kỹ thuật, trong quá khứ lịch sử cho đến thời đại đương đại ngày nay.

## Từ nguyên

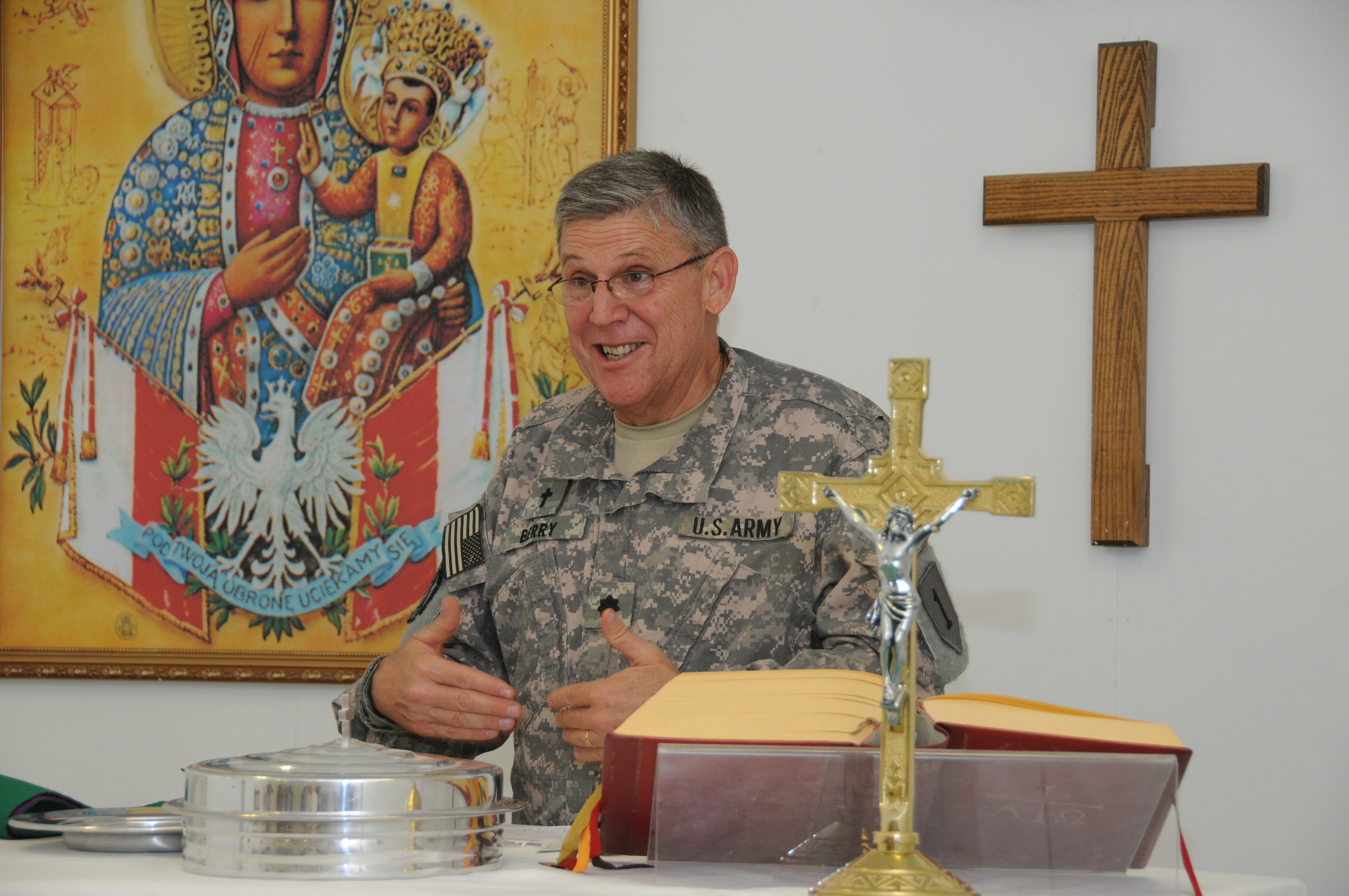
Tuyên úy Cơ Đốc trong quân đội Mỹ

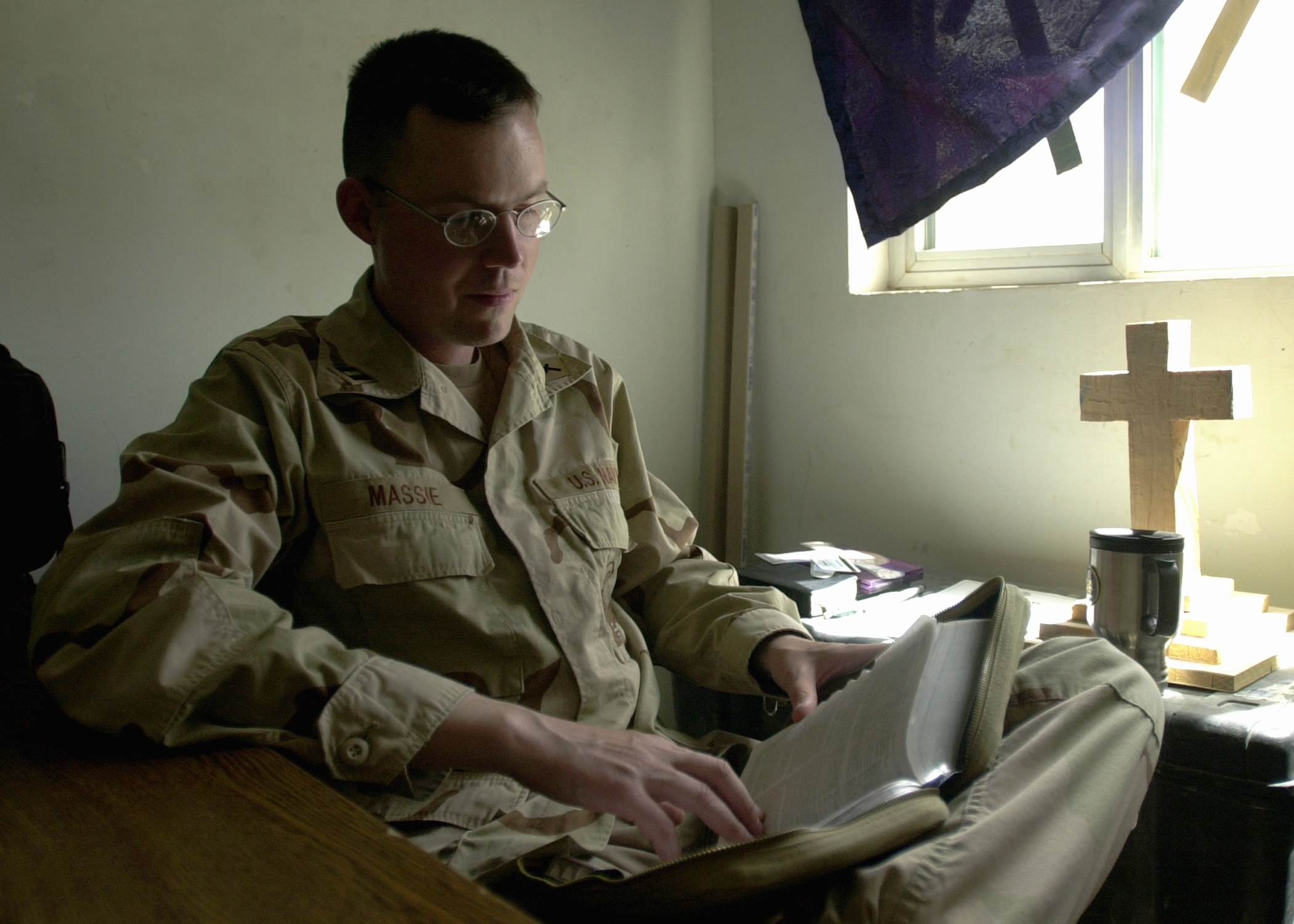
Lính Mỹ đọc kinh thánh trong quân đội Hoa Kỳ

Thuật từ Cơ Đốc nhân hoặc Kitô hữu có nguồn gốc từ một danh hiệu của Chúa Giê-su, Cơ Đốc hoặc Kitô (Christos), nghĩa là đấng chịu xức dầu để làm vua. Danh xưng này được tìm thấy trong Tân Ước, sách Công vụ Các Sứ đồ 11, 26: "Chính tại An-ti-ô-khi-a mà lần đầu tiên các môn đệ được gọi là Ki-tô hữu." (Hi văn Χριστιανός hoặc Χρηστιανός, Strong's G5546). Thuật từ này được dùng để chỉ những người được xem là môn đồ của Chúa Cơ Đốc.
Cơ Đốc nhân nghĩa là người thuộc về Chúa Cơ Đốc, bắt nguồn từ tiếng Hy Lạp Χριστός Khristós nghĩa là "Đấng chịu xức dầu", có nguồn gốc từ tiếng Hebrew Moshiach (tiếng Hebrew משיח, cũng được viết là "Messiah") nghĩa là Đấng Cứu thế. Tiếng Hebrew là ngôn ngữ duy nhất không sử dụng thuật từ Cơ Đốc nhân, nhưng thay thế thuật từ này bằng danh xưng người Nazareth (tiếng Hebrew:נוצרי Notzri), bởi vì Chúa Giê-su đến từ xứ Nazareth, vì vậy ngài thường được gọi là Giê-su người Nazareth (ישוע הנצרת, Yeshua Ha-Natzerat).
Trong Anh ngữ, Xian hoặc Xtian là hai thuật từ khác được dùng để gọi người theo Chúa Giê-su; tương tự, nhiều người dùng thuật từ Xmas thay thế cho Christmas; Mẫu tự X hoặc Xt là viết tắt cho "Christ" ("X" từ mẫu tự X (Chi) trong tiếng Hy Lạp, là mẫu tự đầu tiên của danh hiệu Χριστός (Christos) của Chúa Giê-su.
Thuật từ "Cơ Đốc nhân" được sử dụng trong các nhóm khác nhau, do đó có sự khác biệt đôi chút trong ý nghĩa của thuật từ đối với mỗi nhóm. Tín hữu thuộc Phong trào Tin Lành sử dụng thuật ngữ này theo một định nghĩa hẹp. Họ tin rằng Cơ Đốc nhân là người toàn tâm toàn ý theo Chúa Giê-su, đức tin của người ấy phải được thể hiện trong đời sống vâng phục và hết lòng tuân giữ các giáo huấn của Kinh Thánh.
Tín hữu Cơ Đốc thường gia nhập một trong số những cộng đồng các giáo hội gọi là giáo phái, mỗi giáo phái có những nét đặc thù trong đức tin, thần học và tổ chức. Các giáo phái chú trọng đến giáo nghi gồm có Chính Thống giáo, Giáo hội Công giáo Rôma và Công giáo phương Đông, Anh giáo và cộng đồng các giáo hội Luther. Những giáo phái khởi nguồn từ cuộc Cải cách Kháng Cách gồm có Trưởng Lão, Giám Lý, Moravia, Baptist..., với niềm xác tín rằng danh xưng Cơ Đốc nhân là niềm vinh dự cho những người tuân giữ mạng lịnh của Chúa Giê-su "Ai muốn theo tôi, phải từ bỏ chính mình, vác thập giá mình mà theo" (Mc 8, 34). Đó là dấu chứng công khai họ là Cơ Đốc nhân, được thể hiện qua việc nhận lễ Báp têm trong danh của Cha, Con và Thánh Linh.

## Lịch sử

### Thiên niên kỷ thứ nhất
Từ năm 64 đến 313 CN, Cơ Đốc giáo bùng phát mạnh mẽ trong lãnh thổ Đế quốc La Mã bất kể những nỗ lực từ giới cầm quyền cố trấn áp tôn giáo mới này. Ký thuật đầu tiên về thuật từ Cơ Đốc nhân là của Tacitus, khi ông thuật lại sự kiện Nero qui trách nhiệm cho các "Cơ Đốc nhân" trong vụ hỏa hoạn lớn tàn phá thành La Mã năm 64. Khoảng năm 200, một nhà lãnh đạo Cơ Đốc giáo, Tertullian, đã tuyên bố, "Huyết của những người tử đạo là hạt giống [của Hội thánh]", khi ông nói về hiện tượng săn đuổi và bách hại các tín hữu Cơ Đốc. Năm 313, Chiếu chỉ Milan chính thức chấm dứt sự bách hại. Dưới thời trị vì của Hoàng đế Constantine, giáo hội giành được nhiều ảnh hưởng chính trị. Năm 390, Hoàng đế Theodosius I tuyên bố Cơ Đốc giáo là quốc giáo của Đế quốc La Mã (Codex Theodosianus). Từ đó giáo hội bắt đầu xây dựng hệ thống tăng lữ nhằm củng cố cấu trúc tổ chức của giáo hội trải qua nhiều thế kỷ.

### Thời kỳ Trung Cổ

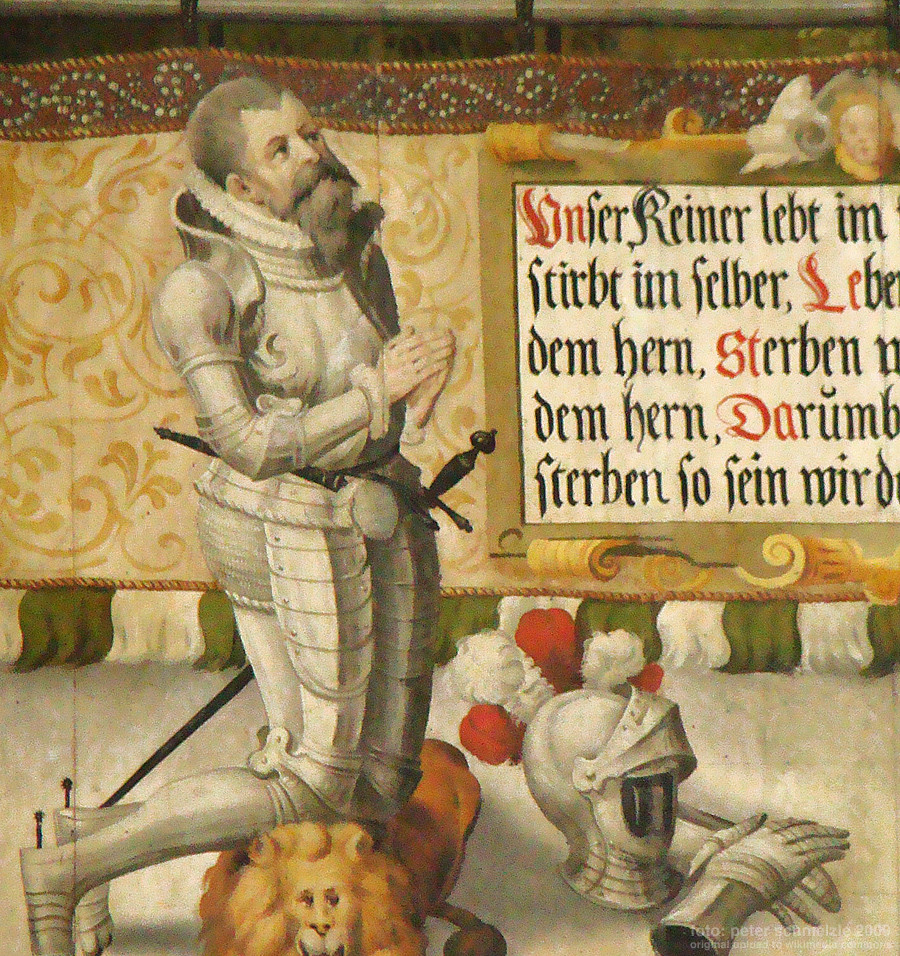
Tranh vẽ một hiệp sĩ Kitô giáo đang quỳ gối và nguyện cầu

Tại Âu châu trong thời kỳ Trung Cổ, Giáo hội Công giáo Rôma đạt đến đỉnh cao sức mạnh trong giáo quyền và thế quyền. Giáo hội và các tổ chức của giáo hội không chỉ hoạt động tích cực nhằm truyền bá thông điệp và các giá trị Cơ Đốc giáo qua nỗ lực của những nhà truyền giáo, mà còn sử dụng ảnh hưởng thống trị của giáo hội tại Âu châu để trở nên một thế lực chính trị cạnh tranh với các vương quyền. Hầu hết người dân thời ấy đều tỏ ra sùng tín, nhiều người dâng hiến đất đai, tiền bạc và các hình thức sở hữu khác cho giáo hội. Thời ấy, Giáo hoàng là nhân vật hết sức quan trọng tại châu Âu.
Sự giàu có của giáo hội được biểu thị qua những công trình kiến trúc như các đại giáo đường, trong khi các tu viện trở nên những trung tâm nghiên cứu và học thuật, được xem là tiền thân của các viện đại học đương đại. Tu viện cũng là nơi người dân thường tìm đến để có được những chăm sóc y tế.

### Đương đại

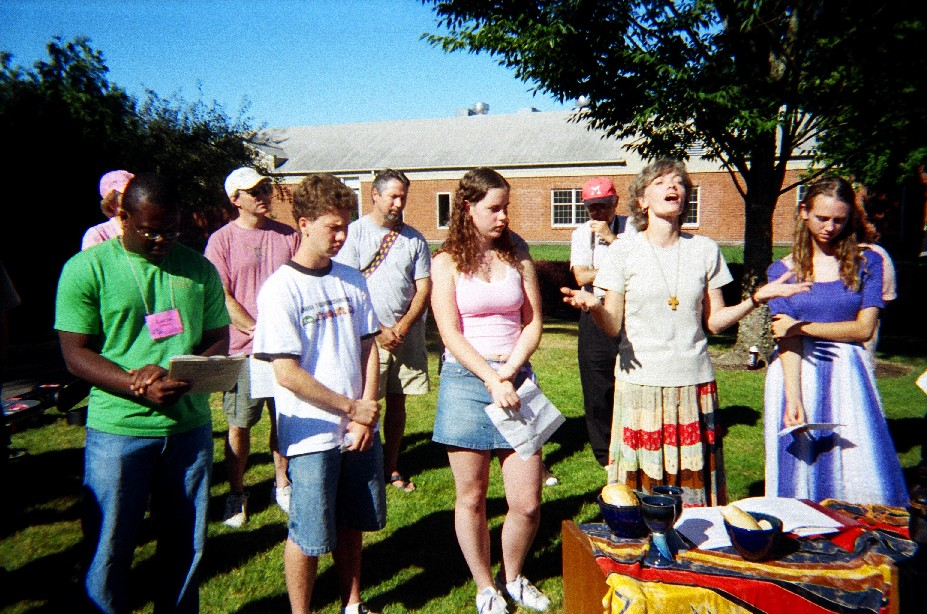
Giới trẻ thanh niên Kitô hữu cùng nhau đọc kinh cầu nguyện

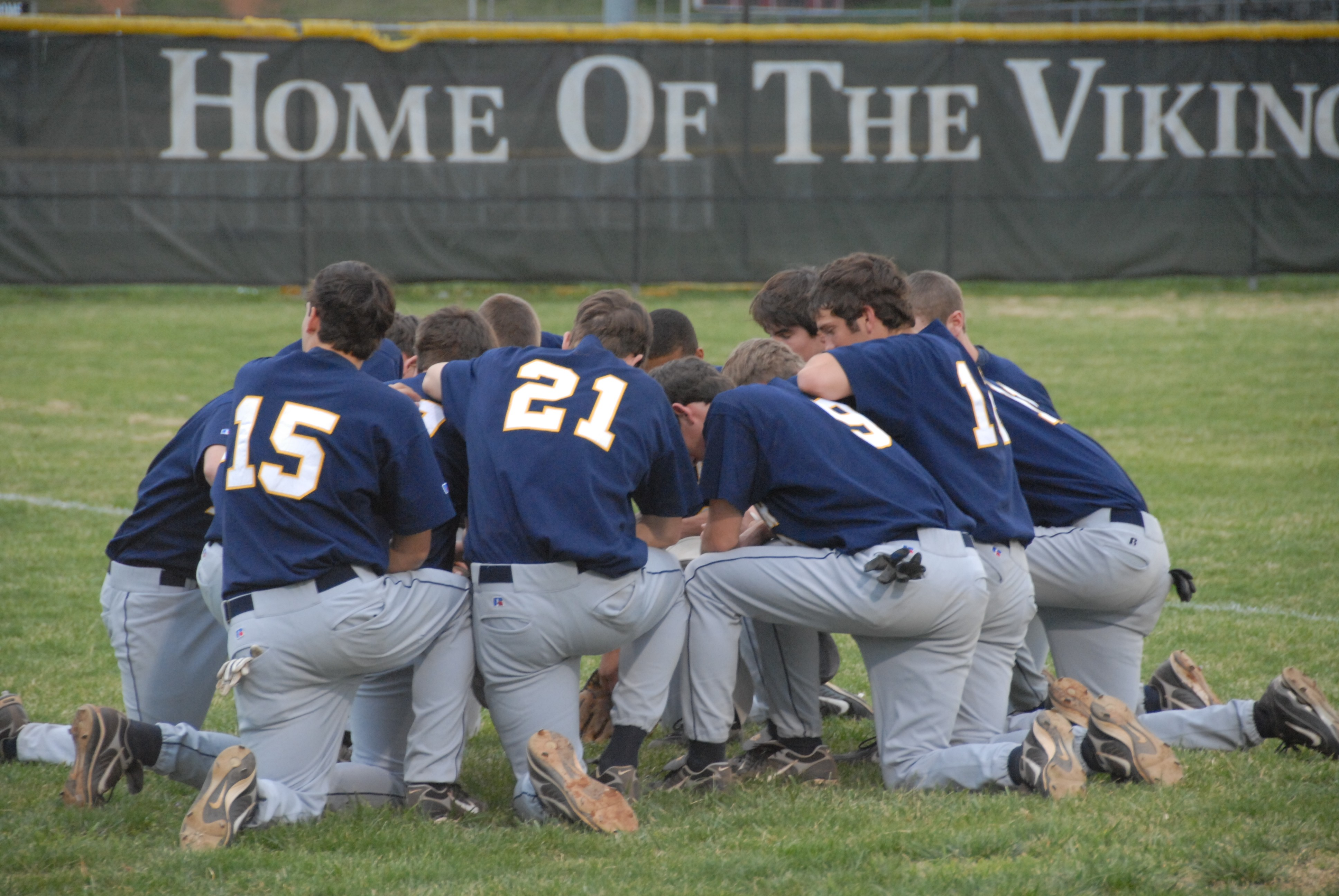
Các vận động viên thể thao Kitô hữu cùng đọc kinh cầu nguyện trước khi chơi bóng chày

Ở phương Tây, cuộc Cải cách Kháng Cách mang đến cho cộng đồng Cơ Đốc giáo ý niệm về quyền tự do giải thích Kinh Thánh và các giá trị Cơ Đốc khác, cũng như bác bỏ tính phổ thông của hội thánh hữu hình. Trong khi Giáo hội Công giáo Rôma tin rằng giáo hội là thánh thiện, duy nhất, công giáo và tông truyền, thì tín hữu Kháng Cách xác tín rằng đặc điểm của hội thánh chung là vô hình, nghĩa là chỉ bao gồm những người được chuộc bởi huyết của Chúa Giê-su, và tên của họ được ghi trong "sách sự sống", ngụ ý một sự phân biệt rạch ròi giữa hội thánh vô hình và hội thánh hữu hình (các tổ chức giáo hội với những đặc điểm bất toàn của con người).
Phản ứng trước những áp lực cả từ bên trong (lòng sùng tín bị suy giảm và lãng quên), và từ bên ngoài (Phong trào Khai sáng gây tác hại đáng kể cho hội thánh) là nhân tố khởi phát các cuộc phục hưng tôn giáo phát triển mạnh mẽ tại những khu định cư ở Bắc Mỹ - được gọi là cuộc Đại Tỉnh thức – đã tạo những dấu ấn sâu đậm trên đức tin và sống đạo của các giáo hội thuộc cộng đồng Kháng Cách tại Bắc Mỹ cho đến ngày nay.
Phong trào truyền giáo bùng phát mạnh mẽ trong tất cả các giáo phái thuộc Cơ Đốc giáo nhằm thực thi sứ mạng Chúa Giê-su phó thác cho hội thánh, được ký thuật trong Phúc âm Mátthêu 28, 19-20 ("Vậy, anh em hãy đi và làm cho muôn dân trở thành môn đệ, làm phép rửa cho họ nhân danh Chúa Cha, Chúa Con và Chúa Thánh Thần, dạy bảo họ tuân giữ mọi điều Thầy đã truyền cho anh em. Và đây, Thầy ở cùng anh em mọi ngày cho đến tận thế."), đã giúp kiến tạo thế giới đương đại với sự hiện diện của tín hữu Cơ Đốc ở khắp mọi nơi trên đất.
Bên trong Cơ Đốc giáo nảy sinh những cộng đồng có các thành viên tham gia tích cực vào hiện tượng "nói tiên tri", và thực hành chữa bệnh bằng phép lạ (cùng những hiện tượng khác mà họ gọi là "ân tứ thuộc linh"), như đã ký thuật trong Kinh Thánh về thời kỳ hội thánh tiên khởi (sách Công vụ các Sứ đồ), và những khả năng đặc biệt của các nhà tiên tri trong Cựu Ước. Những người này được xem là thuộc Phong trào Ân tứ.
Những người bất đồng cho rằng các ân tứ này (được thể hiện bởi sự vận hành của Chúa Thánh Linh) đã chấm dứt kể từ khi vị sứ đồ cuối cùng từ trần, trong khi nhiều người khác tin rằng sự ban cho ân tứ vẫn tiếp tục nhưng chỉ xảy ra trong những tình huống đặc biệt, và chỉ ra những lạm dụng thường xuyên xảy ra trong vòng những người tự nhận mình "có ân tứ" như là minh chứng cho lập luận của họ.

## Bách hại
Theo dòng lịch sử của hội thánh, tín hữu Cơ Đốc thường xuyên chịu đựng nhiều sự bách hại. Ngay từ khi hội thánh mới thành lập, Stephen (Tê-pha-nô hoặc Ê-tiên), Phao-lô và mười trong số mười hai sứ đồ (theo những ký thuật ngoài Kinh Thánh) có tên trong số những người tử đạo đầu tiên. Cơ Đốc giáo bị xem là bất hợp pháp tại Đế quốc La Mã cho đến thế kỷ thứ ba, các hoàng đế La Mã buộc mọi thần dân (ngoại trừ người Do Thái) phải tham dự các nghi lễ sùng bái hoàng đế, và hiến dâng sinh tế cho các thần linh La Mã cũng như cho Hoàng đế. Đây là điều đi ngược lại đức tin độc thần của Cơ Đốc giáo. Khước từ tham gia cúng tế đồng nghĩa với tội phản quốc, và án phạt dành cho hành động này là tử hình. Một sự bách hại kéo dài có tổ chức lên đến đỉnh điểm trong thời trị vì của Diocletian và chỉ chấm dứt khi Chiếu chỉ Milan (năm 313) được ban hành.

## Nhân khẩu học
Vào đầu thế kỷ XXI, Cơ đốc giáo có khoảng 2,4 tỷ tín đồ. Đức tin Kitô giáo chiếm khoảng một phần ba dân số thế giới và là tôn giáo lớn nhất trên thế giới. Kitô hữu đã chiếm khoảng 33 phần trăm dân số thế giới trong khoảng 100 năm. Nhánh Kitô giáo lớn nhất là Giáo hội Công giáo Rôma, với 1,17 tỷ giáo dân, chiếm một nửa trong số tất cả Kitô hữu.
Kitô giáo vẫn là tôn giáo chiếm ưu thế trong thế giới phương Tây, nơi có 70% tổng dân số là Kitô hữu. Theo nghiên cứu của Trung tâm nghiên cứu Pew Research Center năm 2012 nếu các xu hướng hiện nay tiếp tục, thì Kitô giáo sẽ vẫn là tôn giáo lớn nhất thế giới vào năm 2050. Đến năm 2050, dân số Kitô giáo dự kiến sẽ vượt qua 3 tỷ người. Trong khi người Hồi giáo có trung bình 3,1 con một phụ nữ - tỷ lệ cao nhất của tất cả các nhóm tôn giáo. Kitô hữu đứng thứ hai, với 2.7 đứa con một phụ nữ. Tỷ lệ sinh đẻ cao và cải đạo đã được trích dẫn như là lý do cho sự gia tăng dân số Kitô giáo. Một nghiên cứu năm 2015 cho thấy khoảng 10,2 triệu người Hồi giáo đã theo đạo Cơ đốc.
Ki tô giáo đang phát triển ở Châu Phi, Châu Á, Châu Mỹ Latinh, Thế giới Hồi giáo, và Châu Úc.

Phần trăm Kitô hữu trên toàn thế giới, 2011

### Kinh tế xã hội
Theo một nghiên cứu từ năm 2015, Kitô hữu chiếm nhiều tài sản lớn nhất (55% tổng số tài sản thế giới), theo sau là người Hồi giáo (5,8%), Hindu (3,3%) và người Do Thái (1,1%). Theo nghiên cứu tương tự, người ta thấy rằng những người vô tôn giáo hay các tôn giáo khác chiếm khoảng 34,8% tổng tài sản toàn cầu thế giới. Một nghiên cứu do công ty nghiên cứu sự giàu có thế giới New World Wealth đã thực hiện cho thấy 56,2% trong số 13,1 triệu đại gia triệu phú trên thế giới là người Kitô hữu.
Một nghiên cứu của Trung tâm Pew về tôn giáo và giáo dục trên toàn thế giới vào năm 2016 cho thấy các Kitô hữu xếp hạng là nhóm tôn giáo được giáo dục học hành nhiều thứ hai trên khắp thế giới chỉ sau người Do Thái với số năm trung bình là 9,3 năm đi học cắp sách đến nhà trường, và số năm học tập cao nhất trong số các tín đồ Kitô hữu được phát hiện thấy ra rằng là ở nước Đức (13.6), New Zealand (13.5) và Estonia (13.1). Các Kitô hữu cũng được tìm thấy có số lượng sinh viên tốt nghiệp và sau đại học cao thứ hai trong khi số lượng tuyệt đối được xếp hạng ở vị trí đầu tiên (220 triệu). Giữa các cộng đồng Kitô hữu khác nhau, người Kitô hữu Singapore vượt ra ngoài các quốc gia khác về các Kitô hữu có bằng đại học trong các cơ sở giáo dục đại học (67%), theo sau là các Kitô hữu ở Israel (63%), và Kitô hữu ở Georgia (57%).
Theo nghiên cứu này, các Kitô hữu ở Bắc Mỹ, Châu Âu, Trung Đông, Bắc Phi và khu vực Châu Á Thái Bình Dương được đào tạo rất cao vì có nhiều trường đại học trên thế giới được xây dựng bởi các nhà thờ Thiên Chúa Giáo trong lịch sử, ngoài các bằng chứng lịch sử cho thấy các linh mục tu sĩ Cơ Đốc đã xây dựng các thư viện, và trong những ngày trước thời đại in ấn, đã bảo quản những bài viết quan trọng trước đây được sản xuất bằng tiếng Latin, Hy Lạp và tiếng Ả Rập. Theo một nghiên cứu tương tự, các tín đồ Kitô hữu có một số lượng đáng kể về sự bình đẳng giới tình trong trình độ học vấn, và nghiên cứu cho thấy một trong những lý do là sự khuyến khích của những tín đồ Cải cách Tin Lành trong việc thúc đẩy giáo dục cho phụ nữ, dẫn đến xoá bỏ bệnh mù chữ giữa các nữ giới trong các cộng đồng Tin Lành.

## Người nổi tiếng
Kitô hữu đã đóng góp vô số các thành tựu rộng lớn và đa dạng trong các lĩnh vực khác, bao gồm khoa học, nghệ thuật, chính trị, văn học và kinh doanh. Theo 100 năm của Giải thưởng Nobel, việc rà soát các giải thưởng Nobel trong năm 1901 và 2000 cho thấy (65,4%) những người đoạt giải Nobel đã xác định là tín đồ Kitô giáo dưới nhiều hình thức khác nhau như là tôn giáo ưu tiên của họ.
Các Kitô hữu phương Đông (đặc biệt là Kitô giáo Nestorian) đã góp phần vào nền văn minh Hồi giáo Ả Rập trong suốt thời kỳ Ummayad và Abbasid bằng cách dịch các tác phẩm của các triết gia Hy Lạp sang Syriac và sau đó là tiếng Ả Rập. Họ cũng xuất sắc tài giỏi trong lạnh vực triết học, khoa học, thần học và y học.